# Populismo de derecha
El populismo de derecha es una ideología política que combina la derecha política con retórica y temas populistas. De acuerdo con la definición de Cas Mudde, el populismo es una ideología política que divide a la sociedad en dos entes homogéneos y antagonistas: el pueblo y las élites. Desde una perspectiva de derecha, se percibe a las élites políticas y al Estado como intrínsecamente corruptos y burocráticos, por lo que hay una retórica que apela a los individuos y a la sociedad que se identifica como antiestado, unida en torno a una religión mayoritaria, u opositora a otras tendencias políticas que se ubican como rivales.
En Europa el populismo de derecha es una expresión que se usa para describir a grupos, políticos y partidos políticos generalmente conocidos por su xenofobia, principalmente contra el mundo islámico, y que en la mayoría de los casos tienen una postura euroescéptica. El populismo de derecha en el mundo occidental está generalmente, aunque no exclusivamente, asociado con ideologías como el ultraconservadurismo, el reaccionarismo y el neonacionalismo la antiglobalización, el nativismo, en algunos casos al proteccionismo, aunque en otros al libertarismo económico y la oposición a la inmigración. Las ideas y sentimientos antimusulmanes y el antisemitismo sirven como los "grandes unificadores" entre las formaciones políticas de derecha en todo Estados Unidos y Europa. Las opiniones tradicionales de la derecha, como la repulsión por el estado de bienestar, sumado a una fuerte reivindicación de la “incorreción política”, posiciones antiprogresistas y antiigualitarias, hasta partidos o movimientos con inclinaciones o simpatías neonazis, también se describen bajo el populismo de derecha, hay en este abanico político una monstrificación de la justicia social acompañada en ocasiones de un sutil discurso antidemocrático.
A partir de la década de 1990, los partidos populistas de derecha han tenido presencia en las legislaturas de varias democracias, entre ellas Australia, Brasil, Canadá, República Checa, Dinamarca, Estonia, Francia, Alemania, Rumania y Suecia; y han llegado a estar en alguna ocasión en gobiernos de coalición en Austria, Bélgica, Bulgaria, Chile, Finlandia, Grecia, Italia, Israel, Letonia, Lituania, los Países Bajos, Nueva Zelanda, Noruega, Eslovaquia y Suiza; y han llegado a formar gobiernos mayoritarios en India, Turquía, Hungría y Polonia. Si bien los movimientos de extrema derecha en los Estados Unidos se han estudiado por separado, donde normalmente se la llama "derecha radical", algunos escritores los consideran parte del mismo fenómeno. El populismo de derecha en los Estados Unidos también está estrechamente vinculado al paleoconservatismo. Para algunos, el populismo de derecha es distinto del conservadurismo, mientras que para otros, el conservadurismo es una característica del populismo de derecha, ya que es muy frecuente que los populistas de derecha promuevan políticas conservadoras o pertenezcan a partidos políticos conservadores. Otros partidos populistas tienen vínculos con movimientos fascistas fundados durante el período de entreguerras, cuando el fascismo italiano, alemán, húngaro, español y japonés subió al poder. El principal ideólogo del paleolibertarismo, Murray Rothbard, señalaba en el siglo XX que la “estrategia correcta” de los paleoliberatrios y libertarios en los Estados Unidos era el populismo de derecha, que pasaba por prenderse del racismo existente entre la sociedad norteamericana, y otras posturas reaccionarias, para lograr introducir sus ideologías económicas en la lucha política.
Desde la Gran Recesión, los movimientos populistas de derecha como el Agrupación Nacional (antes Frente Nacional) en Francia, la Liga en Italia, el Partido por la Libertad en los Países Bajos y el Partido de la Independencia del Reino Unido comenzaron a crecer en popularidad en gran parte debido a la creciente oposición a la inmigración de Oriente Medio y África, el aumento del euroescepticismo y el descontento con las políticas económicas de la Unión Europea. Las opiniones políticas de 2016 del presidente de los Estados Unidos, Donald Trump, han sido resumidas por los expertos como populistas de derecha y nacionalistas.

## Definición
La clasificación del populismo de derecha en una sola familia política ha resultado difícil y no es seguro si existe una categoría significativa, o simplemente un conjunto de categorías, ya que los partidos difieren en ideología, organización y retórica de liderazgo. A diferencia de los partidos tradicionales, tampoco pertenecen a organizaciones internacionales de partidos afines, y no usan términos similares para describirse a sí mismos.
Los académicos usan la terminología de manera inconsistente, refiriéndose a veces al populismo de derecha como "derecha radical" u otros términos como neo-nacionalismo. Pippa Norris señaló que «las obras de referencia estándar utilizan tipologías alternativas y diversas etiquetas que categorizan a los partidos como «ultras» o «extrema», «nueva derecha», «antiinmigrante» o «neofascista», «antiestablishment», «populista nacional», «protesta», «étnico», «autoritario», «antigobierno», «antipartidista», «ultranacionalista», «neoliberal», «libertario» y así sucesivamente». Ciertamente, suelen estar muy asociados al término de populismo de derecha, los conceptos de extrema derecha y neofascismo.
Piero Ignazi dividió los partidos populistas de derecha, a los que llamó "partidos de extrema derecha", en dos categorías: colocó a los partidos de derecha tradicionales que se habían desarrollado a partir de la derecha histórica y los partidos postindustriales que se habían desarrollado de manera independiente. Colocó al Partido Nacional Británico, al Partido Nacionaldemócrata de Alemania, a la Unión Popular Alemana y al antiguo Partido del Centro Holandés en la primera categoría, cuyo prototipo sería el disuelto Movimiento Social Italiano; mientras que él colocó al Frente Nacional francés, a los republicanos alemanes, al antiguo Vlaams Blok belga (que incluiría ciertos aspectos de los partidos tradicionales de extrema derecha), al Partido Danés de Progreso, al Partido del Progreso de Noruega y al Partido de la Libertad de Austria en la segunda categoría.
Otras de las características de esta corriente son en el plano social un acendrado conservadurismo, mientras que en el económico es común un discurso que suele acogerse en el liberalismo económico, aunque con planteamientos exacerbados que llegan hasta posicionarse en el anarcocapitalismo, y con conclusiones antisociales similares a las del fascismo tradicional. Está de la misma manera presente una visceral retórica anticomunista propia del siglo XX y una denuncia permanente de todo lo relacionado con la izquierda. Algunos otros aspectos suelen ser la descalificación de los impuestos como “rémoras de la esclavitud”, afirmaciones negacionistas del cambio climático que alegan que el calentamiento global antropogénico es “una mentira del socialismo”, el recurso de la violencia verbal contra los disidentes ideológicos, y recientemente, una cercanía con el movimiento anticuarentena debido a la pandemia de covid.

## Ideología

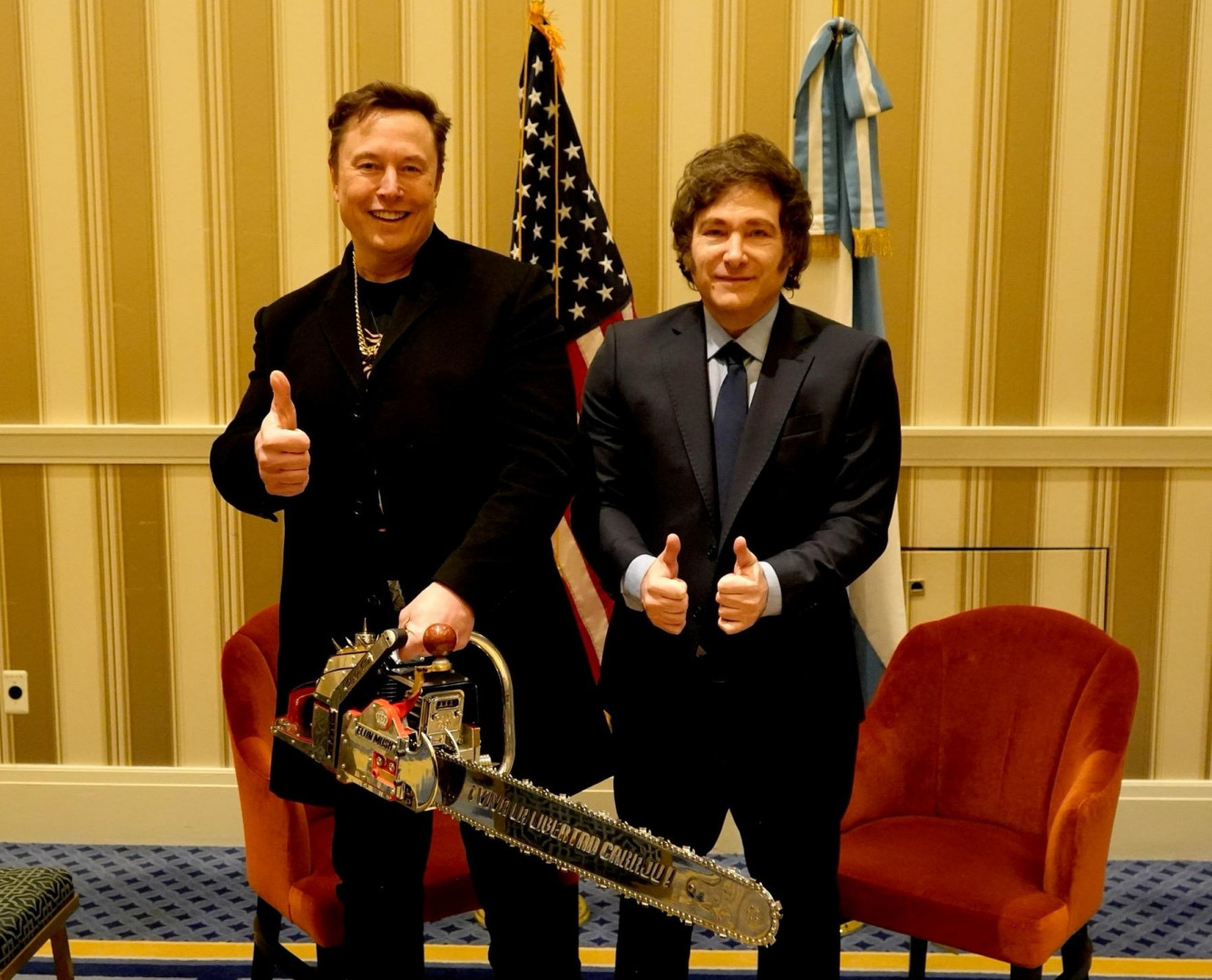
El presidente argentino Javier Milei y el empresario sudafricano Elon Musk con una motosierra, símbolo de la campaña del primero en favor de la austeridad y los recortes en el Estado.

En Europa posee generalmente un carácter euroescéptico. El populismo de derecha estigmatiza a los grupos que considera peligrosos para la sociedad, como los menos productivos —generalmente extranjeros y creyentes de religiones distintas a la de la cultura mayoritaria— y afirma la existencia de conspiraciones contra el bien común. En el plano económico, apoya normalmente una combinación de medidas liberales como la reducción de los impuestos junto con algunas medidas intervencionistas como el proteccionismo. También tienen en común una hostilidad hacia los inmigrantes, combinado con discursos xenófobos. El populismo de derechas contiene elementos programáticos que forman parte de su propuesta, como asociar inmigración a la criminalidad y a la disgregación de la patria, o la preocupación por la seguridad ciudadana.

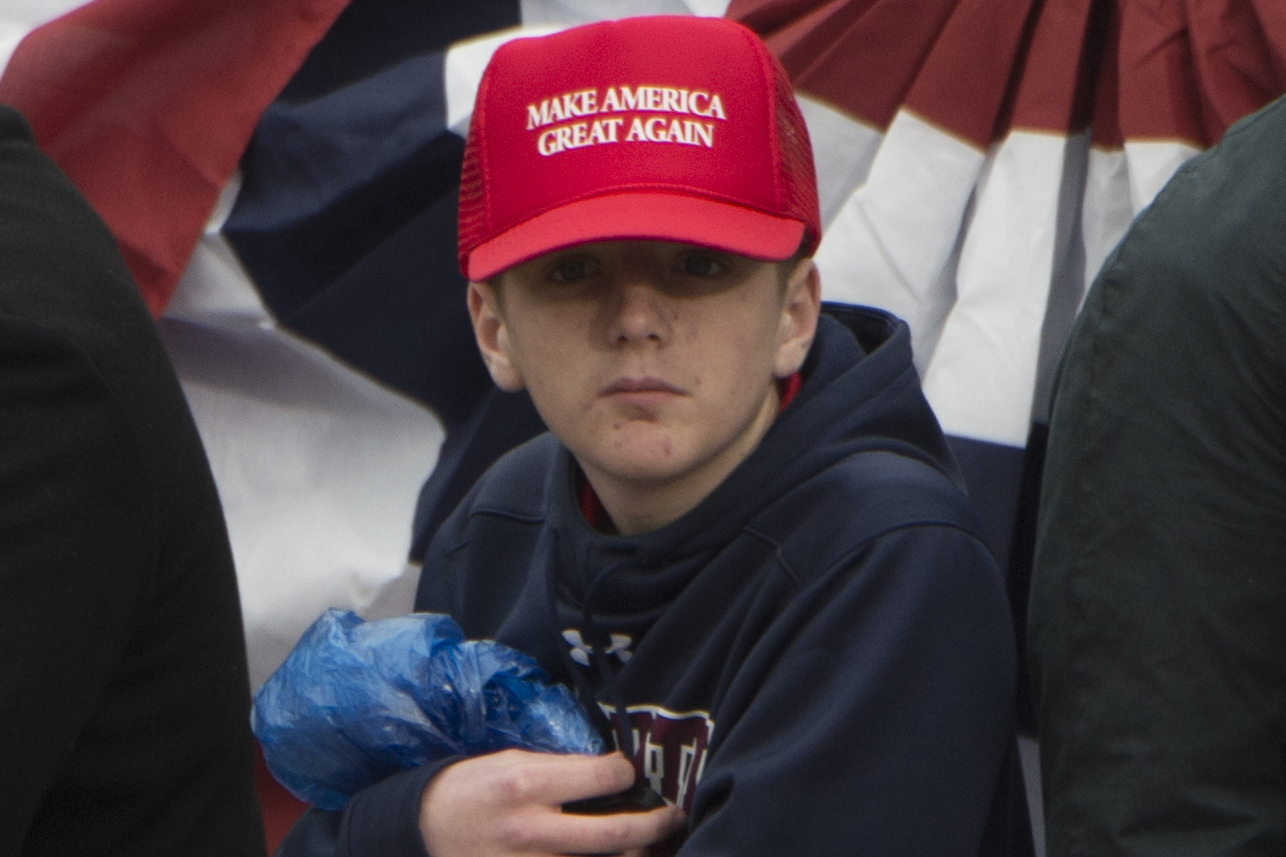
La gorra roja y el eslogan «Make America Great Again», símbolos políticos estadounidenses, se originaron en la campaña de Donald Trump para las elecciones de 2016.

El populismo de derecha no debe confundirse con la extrema derecha, aunque esta última es habitualmente populista, conjugan elementos que derivan de la agenda liberal clásica, y de la tradición conservadora y un aparente discurso de la "antipolítica" o post-política, presentándose a sí mismos como "el cambio", la nueva política o recurriendo a figuras empresariales como candidatos, tal como Berlusconi en Italia, Petró Poroshenko en Ucrania y Donald Trump en EE. UU.
En general el populismo de derecha despliega políticas asistencialistas en la perspectiva de control social y la seguridad ciudadana y se caracteriza por la preeminencia en su discurso político y en sus programas electorales de los tópicos más fácilmente reconocibles en el pensamiento de derechas: la prioridad de la seguridad frente a la igualdad, la tendencia a criminalizar y judicializar los problemas sociales y la construcción de un nacionalismo excluyente, con tintes etnicistas o culturalistas.
En el caso de los Estados Unidos, analistas políticos consideran que la clase media blanca es el sector más vulnerable a caer en estas corrientes ideológicas de corte autoritario y reaccionario, al identificarse como un estamento social privilegiado, cuyos privilegios precisamente creen que podrían verse amenazados. Tal situación se manifiesta en su marcada oposición a la migración, en la identificación del migrante como el “pobre indigno” (undeserving poor) al que acusan de supuestamente aprovecharse de los servicios de asistencia social. También en una férrea oposición a que estas personas puedan volverse ciudadanos, en la creencia que de hacerlo votarán por la izquierda política y se desarrollará un estado de bienestar, cuestión que deploran.
Al populismo de derecha van extendidamente muy relacionados los términos de ultraderecha o neofascismo, y son a menudo intercambiables por las importantes similitudes que estos conceptos tienen tanto en el ámbito emocional como el ideológico. Como componente emocional suele distinguirse en estas tendencias ideológicas la idea del decadentismo; la supuesta perversión de las sociedades modernas, así como una nostálgica apreciación por un idealizado pasado en donde el gobierno era supuestamente más pequeño y la condición social de inferioridad de los migrantes y las mujeres era generalmente aceptada. Hay también una feroz aversión al multiculturalismo y una actitud displicente frente al liberalismo por su tolerancia hacia este fenómeno.
Partidos como estos, calificados usualmente en los medios de comunicación y en los debates políticos públicos como filonazis, ultras, de extrema derecha, fascistas o neofascistas, comenzaron a surgir desde los años 80, con una oleada de nuevos partidos nacidos de la familia ideológica de la extrema derecha, que comenzaron a articular nuevos discursos alejándose paulatinamente de sus raíces fascistas y ultras, configurando una nueva familia de partidos que ha sido calificada como “nueva extrema derecha” (Ignazi 2003). La calificación de “nueva extrema derecha” se fundamentaba en dos claves interpretativas básicas: el recurso a actitudes xenófobas como columna vertebral de su programa electoral y la plena asunción del sistema político democrático liberal, algo que diferencia a estos partidos de la extrema derecha clásica y del fascismo (Rodríguez Jiménez, 2006).

## Ejemplos
Han sido calificados como populistas de derecha políticos como:
- El expresidente Álvaro Uribe y el excandidato Rodolfo Hernández en Colombia.[48][49]
- El presidente Donald Trump, su estratega jefe Steve Bannon, y Sarah Palin en los Estados Unidos.[50][51]
- El actual presidente Nayib Bukele en El Salvador.[52]
- El actual primer ministro Viktor Orbán, de origen conservador, en Hungría.[53][54]
- El expresidente Petró Poroshenko en Ucrania.[55]
- El expresidente Alberto Fujimori y Rafael López Aliaga en Perú.[56]
- El expresidente Mauricio Macri[57][58][59] así como el actual mandatario Javier Milei y la política tradicional Patricia Bullrich en Argentina.[60][61]
- La actual presidenta del Consejo de Ministro Giorgia Meloni, Silvio Berlusconi y Matteo Salvini en Italia.[62]
- Marine Le Pen en Francia.
- Geert Wilders en Países Bajos.
- El presidente Rodrigo Chaves, Fabricio Alvarado y Juan Diego Castro en Costa Rica.[63][64][65][66][67]
- Isabel Díaz Ayuso[68][69] y Santiago Abascal en España.
- Los expresidentes Getúlio Vargas y Jair Bolsonaro en Brasil.
- El ex primer ministro Shinzō Abe en Japón.
- La ex primera ministra Margaret Thatcher en Reino Unido
- Heinz-Christian Strache en Austria.
- Los gemelos Jaroslaw y Lech Kaczyński, y Mateusz Morawiecki en Polonia.
- El conservador Pierre Poilievre en Canadá.[70]
- Johannes Kaiser[71] y José Antonio Kast en Chile.[72]
- Los expresidentes Felipe Calderón y Vicente Fox, el excandidato Jaime Rodríguez Calderón, y Eduardo Verástegui en México.[73]

Además se puede citar al Tea Party Movement en EE. UU., el Partido Colorado en Paraguay, los partidos Forza Italia y la Liga en Italia, el Partido de la Independencia en el Reino Unido, la AfD en Alemania, Ley y Justicia de Polonia, el Fidesz en Hungría, VOX  y Se Acabó La Fiesta en España, Partido por la Libertad (PVV) en los Países Bajos, Frente Nacional en Francia, Amanecer Dorado en Grecia, el Partido de la Libertad en Austria, el partido Acción Nacional y México Republicano en México, ARENA y Nuevas Ideas en El Salvador, los partidos Partido Nacional Libertario y Partido Republicano en Chile, los partidos Centro Democrático y Liga de Gobernantes Anticorrupción en Colombia y La Libertad Avanza en Argentina.